# Venla Lehtonen
Pour les articles homonymes, voir Lehtonen.
Venla Lehtonen est une biathlète finlandaise, née le 10 mars 1995 à Imatra.

## Biographie
Elle représente le club de sa ville natale Imatra. À l'origine fondeuse, elle se redirige vers le biathlon en 2014. En 2016, elle entre dans le groupe talent de l'équipe finlandaise et gagne en confiance dans l'exercice du tir sous la guidance d'Asko Nuutinen. En dehors du sport, elle étudie la psychologie à l'Université de l'Est de la Finlande.
Lehtonen fait ses débuts internationaux en 2017 dans l'IBU Cup à Kontiolahti. Elle est sélectionnée pour sa première étape de Coupe du monde en fin d'année 2017 à Hochfilzen, puis obtient des résultats tels que septième en relais et 50e du sprint à Oberhof, avant de prendre part aux Jeux olympiques d'hiver de 2018, à Pyeongchang, où elle se classe 79e du sprint et 15e du relais.
En ouverture de la saison 2018-2019, Lehtonen se classe 36e de l'individuel à Pokljuka, ce qui lui apporte ses premiers points de Coupe du monde. Ce sera également son meilleur résultat de l'hiver. En mars 2019, elle dispute ses premiers championnats du monde à Östersund, avec comme meilleur résultat individuel une 45e place, sur le sprint. Elle participe à la première étape de la Coupe du monde 2019-2020 à Östersund mais doit ensuite interrompre sa saison en raison de problèmes de santé persistants.
Rarement dans les points au fil des hivers, la Finlandaise doit attendre la saison de coupe du monde 2024-2025 pour enfin signer de belles performances au plus haut niveau. Lors de la troisième étape au Grand-Bornand, elle enchaîne les trois meilleurs résultats de sa carrière. Après une treizième place sur le sprint grâce à un sans faute au tir, elle signe un autre sans faute et intègre le top 10 de la poursuite en finissant septième, manquant de peu la cérémonie des fleurs. Elle se qualifie ainsi pour sa toute première mass-start, qu'elle boucle au vingt-deuxième rang avec un 16/20 au tir. Elle grimpe alors à la trente-et-unième place du classement général au moment de la trêve de Noël. Malade en janvier, elle doit déclarer forfait pour les championnats du monde 2025.

## Palmarès

### Jeux olympiques d'hiver
| Édition / Épreuve | Individuel | Sprint | Poursuite | Mass start | Relais | Relais mixte |
| ----------------- | ---------- | ------ | --------- | ---------- | ------ | ------------ |
| Pyeongchang 2018  | —          | 79e    | —         | —          | 15e    | —            |

Légende :
- — : Non disputée par Lehtonen

### Championnats du monde
| Édition \ Épreuve | Individuel | Sprint | Poursuite | Mass start | Relais | Relais mixte | Relais mixte simple |
| ----------------- | ---------- | ------ | --------- | ---------- | ------ | ------------ | ------------------- |
| Östersund 2019    | 74e        | 45e    | 49e       | —          | 22e    | 10e          | —                   |
| Pokljuka 2021     | DNF        | —      | —         | —          | —      | —            | —                   |
| Oberhof 2023      | —          | DNF    | —         | —          | —      | —            | —                   |
| Nové Město 2024   | 48e        | 52e    | 40e       | —          | 17e    | 20e          | —                   |

Légende :
- — : non disputée par Lehtonen
- DNF : abandon

### Coupe du monde
- Meilleur classement général : 87e en 2023.
- Meilleur résultat individuel : 7e.

Dernière mise à jour le 21 décembre 2024

#### Classements en Coupe du monde
| Saison    | Individuel | Individuel | Individuel | Sprint  | Sprint | Sprint   | Poursuite | Poursuite | Poursuite | Mass start | Mass start | Mass start | Général | Général | Général  |
| Saison    | Courses    | Points     | Position   | Courses | Points | Position | Courses   | Points    | Position  | Courses    | Points     | Position   | Courses | Points  | Position |
| --------- | ---------- | ---------- | ---------- | ------- | ------ | -------- | --------- | --------- | --------- | ---------- | ---------- | ---------- | ------- | ------- | -------- |
| 2017-2018 | 1 / 2      | 0          | nc         | 4 / 8   | 0      | nc       | 2 / 7     | 0         | nc        | 0 / 5      |            |            | 7 / 22  | 0       | nc       |
| 2018-2019 | 2 / 3      | 5          | 66e        | 7 / 9   | 0      | nc       | 1 / 8     | 0         | nc        | 0 / 5      |            |            | 10 / 25 | 5       | 96e      |
| 2019-2020 | 0 / 3      |            |            | 1 / 8   | 0      | nc       | 0 / 5     |           |           | 0 / 5      |            |            | 1 / 21  | 0       | nc       |
| 2020-2021 | 3 / 3      | 0          | nc         | 4 / 10  | 0      | nc       | 0 / 8     |           | nc        | 0 / 5      |            |            | 7 / 26  | 0       | nc       |
| 2021-2022 | 0 / 2      |            |            | 3 / 9   | 0      | nc       | 0 / 7     |           |           | 0 / 4      |            |            | 3 / 22  | 0       | nc       |
| 2022-2023 | 2 / 3      | 0          | nc         | 4 / 7   | 1      | 79e      | 2 / 6     | 0         | nc        | 0 / 4      |            |            | 8 / 20  | 1       | 87e      |
| 2023-2024 | 1 / 3      | 0          | nc         | 4 / 7   | 0      | nc       | 1 / 7     | 0         | nc        | 0 / 4      |            |            | 6 / 21  | 0       | nc       |